# Луан Краснікі
Луан Краснікі (нім. Luan Krasniqi; 10 травня 1971, Юник, Пецький округ, Автономний край Косово і Метохія) — німецький професійний боксер албанського походження, дворазовий чемпіон Європи за версією EBU (2002, 2004), чемпіон Європи серед аматорів, призер Олімпійських ігор та чемпіонату світу.

## Аматорська кар'єра
1987 року сім'я Краснікі переїхала з Косово до Німеччини, і Луан почав займатися боксом. Після отримання німецького громадянства Луан Краснікі почав брати участь в офіційних змаганнях. 1994 року став чемпіоном Німеччини.
На чемпіонаті світу 1995 Краснікі здобув чотири перемоги, в тому числі в чвертьфіналі з рахунком 6-2 над українцем Володимиром Кличко, та в півфіналі над Сінан Шаміль Сам (Туреччина) — 7-3, а в фіналі програв Феліксу Савон (Куба) — RSC 2.
На чемпіонаті Європи 1996 Краснікі, здолавши в фіналі Крістофа Менді (Франція) — 8-7, став чемпіоном.
На Олімпіаді 1996 він завоював бронзову нагороду.
- В 1/16 фіналу переміг Руслана Чагаєва (Узбекистан) — 12-4
- В 1/8 фіналу переміг Ігора Кшиніна (Росія) — 10-2
- В чвертьфіналі переміг Сергія Дичкова (Білорусь) — 10-5
- В півфіналі в 1-му раунді через травму відмовився від продовження бою з Феліксом Савон (Куба).

## Професіональна кар'єра
1997 року Краснікі дебютував на професійному рингу.
5 січня 2002 року, подолавши німецького шульгу Рене Монсе, Луан Краснікі став чемпіоном Європи за версією EBU в важкій вазі, та в наступному бою проти поляка Пшемислава Салєти втратив цей титул.
14 лютого 2004 року Краснікі вдруге став чемпіоном Європи за версією EBU, здолавши Сінан Шаміль Сам (Туреччина) рішенням більшості суддів.
28 вересня 2005 року вийшов на бій за звання чемпіона світу за версією WBO в важкій вазі проти американця Леймона Брюстер і зазнав поразки нокаутом в дев'ятому раунді.
17 березня 2007 року Краснікі виграв титул інтерконтинентального чемпіона за версією WBO, однак в наступному бою втратив його, зазнавши поразки від Тоні Томпсона (США). 15 листопада 2008 року Краснікі програв Олександру Димитренко (Німеччина), після чого вирішив завершити виступи.